# Арис (баскетбольный клуб)
«А́рис» — греческий баскетбольный клуб из города Салоники.

## Титулы
- Чемпионы Греции  (10 раз): 1930, 1979, 1983, 1985, 1986, 1987, 1988, 1989, 1990, 1991
- Кубок Греции (9 раз): 1966, 1985, 1987, 1988, 1989, 1990, 1992, 1998, 2004
- Кубок Кубков: 1993
- Кубок Корача: 1997
- Кубок ФИБА: 2003
- Кубок Чемпионов Финал Четырёх (3 раза): 1988, 1989, 1990

## Сезоны
| Сезон   | Лига | Уровень | Рег. Чемп. | Плей-офф  | Еврокубки         |
| ------- | ---- | ------- | ---------- | --------- | ----------------- |
| 2014-15 | А1   | 1       | 4          | Полуфинал | -                 |
| 2015-16 | А1   | 1       | -          | -         | Ласт 32 Еврокубка |

## Известные игроки
- Никос Галис
- Димос Дикудис
- Несторас Комматос
- Костас Папаниколау
- Гайос Скордилис
- Софоклис Схорцианитис
- Костас Слукас
- Никос Хацивреттас
- Панайотис Яннакис
- Николай Падиус
- Анатолий Каширов
- Уолтер Берри
- Ханно Мёттёля